# Dadal
Dadal ( mongol : Дадал) est un sum (flèche, également traduit en district) de l'aïmag (ligue) de Khentii, en Mongolie orientale. L'aérodrome de Dadal, non pavé (code ZMDA) se situe à 490124N, 111.509E, et une altitude 1024 m.
L'une des grandes villes du peuple Bouriates, un peuple mongol, dont certains ont émigré de ce qui est maintenant la Russie à l'époque de la révolution russe. La ville est composée principalement de cabanes en rondins bien entretenues. C’est l’une des régions de Mongolie déclarée comme le lieu de naissance probable de Gengis Khan (Chinggis Khaan). Dadal est situé juste au sud de l'immense parc national Onon-Balj. La région et ses habitants sont bien décrits au chapitre 3 (p.   53) de la rivière Black Dragon: un voyage sur le fleuve Amour entre la Russie et la Chine. Dadal est l'une des plus beau sums de Mongolie. 